# 유정현 (기업인)
유정현(1969년 4월 16일 ~)은 대한민국의 감사이자 기업인이다. 비디오 게임 회사 넥슨의 창립자인 김정주 (기업인)의 미망인인 그녀는 대한민국에서 가장 부유한 사람 중 한 명이며, 포브스는 2024년 12월 기준 그녀의 순자산을 20억 달러로 추정하여 국내 15번째 부자로 선정했다.

## 생애
1994년 넥슨 창립 당시 경영지원실장과 넥슨네트웍스라는 자회사의 대표로 합류했다. 2003년 넥슨과 그 지주회사인 NXC의 이사가 되었다. 2010년 NXC의 감사가 되었다. 2023년에는 다시 NXC의 이사가 되었다.

### 김정주의 사망
남편 김정주 (기업인)와 사이에 두 딸을 두었다. 2022년 김정주는 미국 하와이주 여행 중 사망했다. 그는 우울증을 앓고 있었고, 당시 우울증이 악화되었을 것으로 추정되었다. 그의 사망으로 그녀는 NXC(넥슨의 최대 주주)의 최대 주주가 되었으며, 회사 지분 34%를 소유하게 되었다. 또한 넥슨 주식의 약 16.3%를 직접 보유했다. 그녀의 두 자녀도 각각 NXC 주식의 약 30%를 소유했다. 그녀는 이사회 회의에 참여하기 시작했다. 2024년 NXC는 유정현과 그녀의 자녀로부터 일부 지분을 매입할 것이라고 발표했다.